# Lumen Field
El Lumen Field es un estadio multiuso en ciudad de Seattle, Estado de Washington, Estados Unidos. El estadio fue inaugurado en 2002 y reemplazo al antiguo Kingdome, demolido en el año 2000. Es el estadio de los Seattle Sounders de la Major League Soccer, de los Seattle Seahawks de la National Football League (NFL) y Seattle Reign FC de la National Women's Soccer League. El estadio también fue una de las sedes de las Copa de Oro de 2005, 2009 y 2013. Tiene una capacidad máxima de 72 000 espectadores, pero esta es reducida para partidos regulares de los Sounders a 40,000. Tiene la fama de ser el estadio más ruidoso en el deporte profesional en los Estados Unidos.Será una de las 12 sedes de la Copa Mundial de Clubes de la FIFA 2025 y también una de las 16 sedes del Mundial de futbol 2026.

## Copa de Oro de la Concacaf 2009
| Fecha              | Fase         | Equipo         |                           | Resultado |                     | Equipo   | Espectadores |
| ------------------ | ------------ | -------------- | ------------------------- | --------- | ------------------- | -------- | ------------ |
| 4 de julio de 2009 | Primera fase | Haití          | Bandera de Haití          | 0:1       | Bandera de Honduras | Honduras | 15 387       |
| 4 de julio de 2009 | Primera fase | Estados Unidos | Bandera de Estados Unidos | 4:0       | Bandera de Granada  | Granada  | 15 387       |

## Copa de Oro de la Concacaf 2013
| Fecha               | Fase         | Equipo |                   | Resultado |                      | Equipo    | Espectadores |
| ------------------- | ------------ | ------ | ----------------- | --------- | -------------------- | --------- | ------------ |
| 11 de julio de 2013 | Primera fase | Panama | Bandera de Panamá | 1:0       | Bandera de Martinica | Martinica | 28 354       |
| 11 de julio de 2013 | Primera fase | México | Bandera de México | 2:0       | Bandera de Granada   | Granada   | 28 354       |

## Copa América Centenario
| Fecha               | Fase             | Equipo         |                           | Resultado |                    | Equipo  | Espectadores |
| ------------------- | ---------------- | -------------- | ------------------------- | --------- | ------------------ | ------- | ------------ |
| 4 de junio de 2016  | Primera fase     | Haití          | Bandera de Haití          | 0:1       | Bandera de Perú    | Perú    | 20 190       |
| 14 de junio de 2016 | Primera fase     | Argentina      | Bandera de Argentina      | 3:0       | Bandera de Bolivia | Bolivia | 45 753       |
| 16 de junio de 2016 | Cuartos de final | Estados Unidos | Bandera de Estados Unidos | 2:1       | Bandera de Ecuador | Ecuador | 47 322       |

## Copa Mundial de Clubes de la FIFA 2025
| Fecha               | Fase                     | Equipo           |                           | Resultado |                           | Equipo              | Espectadores |
| ------------------- | ------------------------ | ---------------- | ------------------------- | --------- | ------------------------- | ------------------- | ------------ |
| 15 de junio de 2025 | Fase de grupos - Grupo B | Botafogo         | Bandera de Brasil         | 2:1       | Bandera de Estados Unidos | Seattle Sounders    | 30 151       |
| 17 de junio de 2025 | Fase de grupos - Grupo E | River Plate      | Bandera de Argentina      | 3:1       | Bandera de Japón          | Urawa Red Diamonds  | 11 974       |
| 19 de junio de 2025 | Fase de grupos - Grupo B | Seattle Sounders | Bandera de Estados Unidos | 1:3       | Bandera de España         | Atlético de Madrid  | 51 636       |
| 21 de junio de 2025 | Fase de grupos - Grupo E | Inter de Milán   | Bandera de Italia         | 2:1       | Bandera de Japón          | Urawa Red Diamonds  | 25 090       |
| 23 de junio de 2025 | Fase de grupos - Grupo B | Seattle Sounders | Bandera de Estados Unidos | 0:2       | Bandera de Francia        | Paris Saint-Germain | 50 628       |
| 25 de junio de 2025 | Fase de grupos - Grupo E | Inter de Milán   | Bandera de Italia         | 2:0       | Bandera de Argentina      | River Plate         | 45 135       |